# لي ثورنتون
لي ثورنتون (بالإنجليزية: Lee Thornton)‏ هي صحفية أمريكية، ولدت في 14 نوفمبر 1941، وتوفيت في 25 سبتمبر 2013.